# Network Music Ensemble
O Network Music Ensemble é um nome coletivo usado em todos os lançamentos de canções digitais do estilo clássica e moderna, originalmente lançadas pela biblioteca da Network Music. Desde a sua fundação, já foram lançados diversos discos dos mais variados temas cada um. Note-se que os lançamentos de downloads digitais (Google Play, Amazon Music, etc.) não creditam aos compositores as faixas individuais; eles só podem ser encontrados nas páginas do álbum no Killer Tracks ou se você rastrear os lançamentos originais em LP ou CD.